# 江口篤寿
江口 篤寿（えぐち あつひさ、またはあつとし）1923年4月5日-2010年5月20日）は、医師、健康教育学者。
鹿児島県出身。鹿児島県立第二鹿児島中学校 (旧制)および第七高等学校造士館 (旧制)を経て、1947年東京帝国大学医学部卒、1961年順天堂大学医学博士。学位論文の題は「新生児及び幼若乳児における二、三の反射の消長について 」。 
医師。1959年立教学院診療所医師。1974年東京大学講師、1976年筑波大学教授、87年定年退官、名誉教授、和洋女子短期大学教授。日本健康情報科学協会会長。

## 著書
- 『未熟児の取扱い』医学書院 1958
- 『伸びゆく子どもの健康管理』家の光協会 1966

### 共編著
- 『保健室の仕事』編　医学書院 1966
- 『子どもの健康管理とからだづくり』船川幡夫共編　大修館書店 1970
- 『学級における保健指導の展開』吉田瑩一郎共編集代表　帝国地方行政学会 1973
- 『健康調査の実際』田中恒男共編　医歯薬出版 1976
- 『学校保健実践事例集』共編　ぎょうせい、1976
- 『学校保健の法律常識』編著　第一法規出版 教師のためのベストライブラリー 1978
- 『学校保健』編 医歯薬出版 1980
- 『保健室経営』編集代表　ぎょうせい 1980
- 『現代学校保健全集』全18巻　小林芳文、高石昌弘、石原昌江ほか共編集　ぎょうせい 1981-83
- 『小学校「保健」の授業 その基礎・基本と楽しい授業の創造』吉田瑩一郎共編集　ぎょうせい 1991
- 『心とからだの発達とヘルスカウンセリング』編　学習研究社 学校カウンセリング実践講座 1991
- 『学校保健大事典』高石昌弘、吉田瑩一郎、猪股俊二共編集代表　ぎょうせい 1996

## 注
1. ↑  博士論文書誌データベースによると
2. ↑  江口篤寿氏死去
3. ↑  「第七高等学校造士館一覧 昭和16年4月至17年3月」p122
4. ↑  博士論文書誌データベースによる
5. ↑  『現代日本人名録』